# Nervus musculocutaneus

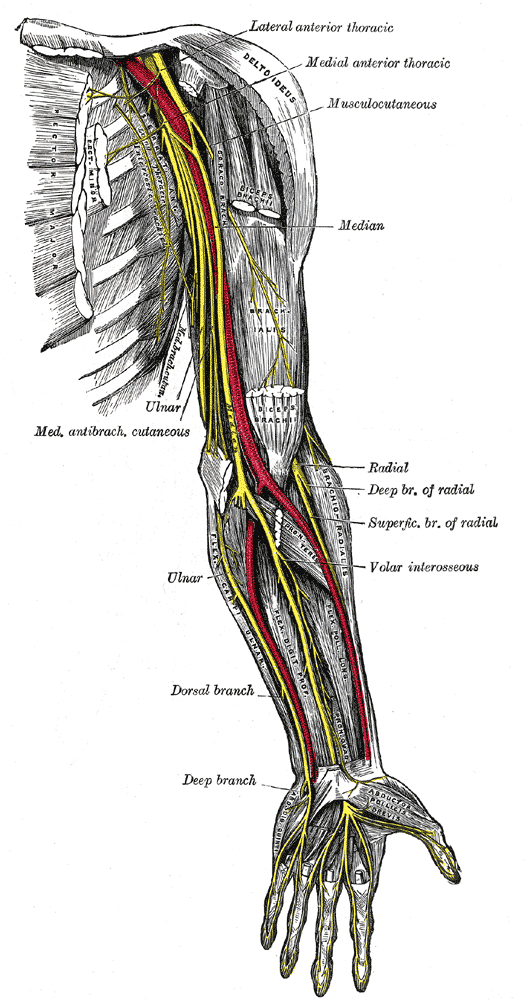
Vänster arms nerver.
Illustration: Gray's Anatomy, 1918. (PD)

Nervus musculocutaneus (latin: "nerven mellan musklerna och huden") är, i människans kropp, en nerv som löper lateralt genom överarmen och försörjer huden i underarmens laterala del (mellan armbågen och tummen).
N. musculocutaneus har sitt ursprung i det laterala nervknippet (fasciculus lateralis) i axelns nervfläta (plexus brachialis) med rötter i ryggradens femte och sjätte cervikalnerver (C5–6).
| Höger arms kutana nerver.                                                                                             | Höger arms kutana nerver. |
| Höger arms kutana nerver med innervationsområden. N. musculocutaneus i lila. Illustration: Gray's Anatomy, 1918. (PD) |                           |

I överarmen löper n. musculocutaneus mellan m. coracobrachialis och a. brachialis, lateralt om n. medianus. 
Här avges grenar till m. coracobrachialis (som ibland innerveras av den sjunde cervikalnerven), m. biceps brachii långa och korta huvuden (caput breve et longum) och m. brachialis.
Sedan går nerven först genom m. coracobrachialis för att distalt passera m. brachialis och m. biceps brachii. 
Strax ovanför armbågen, på bicepssenans (tendo m. bicipitis brachii) laterala sida, perforerar nerven underarmens fascia och byter namn till n. cutaneus antebrachii. 
Denna ändgren fortsätter under v. cephalica för att distalt om armbågen dela sig i en främre och en bakre gren (ramus volaris et ramus dorsalis) som innerverar huden på underarmens laterala sida.